# Corynellus ochraceus
Corynellus ochraceus är en skalbaggsart som beskrevs av Bates 1885. Corynellus ochraceus ingår i släktet Corynellus och familjen långhorningar.
Artens utbredningsområde är Panama. Inga underarter finns listade i Catalogue of Life.